# Copa Tocantins
La Copa Tocantins era una competizione organizzata dalla Federação Tocantinense de Futebol (FTF). Il vincitore della competizione si qualificava per la Coppa del Brasile dell'anno successivo.

## Albo d'oro
| Anno | Campione (città)               | Vice (città)                    |
| ---- | ------------------------------ | ------------------------------- |
| 1993 | Kaburé (Colinas do Tocantins)  | Intercap (Paraíso do Tocantins) |
| 1994 | Kaburé (Colinas do Tocantins)  | Tocantinópolis (Tocantinópolis) |
| 1995 | União Araguainense (Araguaína) | Gurupi (Gurupi)                 |
| 1996 | Kaburé (Colinas do Tocantins)  | Tocantinópolis (Tocantinópolis) |
| 1997 | Alvorada (Alvorada)            | Tocantinópolis (Tocantinópolis) |
| 1998 | Interporto (Porto Nacional)    |                                 |

## Titoli per squadra
| Squadra            | Città                | Titoli |
| ------------------ | -------------------- | ------ |
| Kaburé             | Colinas do Tocantins | 3      |
| Alvorada           | Alvorada             | 1      |
| Interporto         | Porto Nacional       | 1      |
| União Araguainense | Araguaína            | 1      |